# Emergency Alert System

Logo in uso dal 2007

L'Emergency Alert System (in italiano: Sistema d'Allerta d'Emergenza, noto comunemente con l'acronimo E.A.S. o EAS) è un sistema di allerta nazionale negli Stati Uniti progettato per consentire ai funzionari autorizzati di trasmettere avvisi e messaggi di emergenza atti ad avvertire il pubblico di una imminente o iniziata emergenza. Queste informazioni vengono divulgate, in base alla gravità dell'emergenza anche a reti unificate, tramite cavo, satellite e televisione via satellite e radio AM, FM e satellitare.

## Storia
L'EAS è diventato operativo il 1° gennaio 1997, dopo essere stato approvato dalla Commissione federale per le comunicazioni nel novembre del 1994, sostituendo l'Emergency Broadcast System e soppiantando in gran parte i sistemi Local Access Alert, sebbene i sistemi Local Access Alert siano ancora utilizzati di tanto in tanto. Il suo principale miglioramento rispetto all'EBS, e forse la sua caratteristica più distintiva, è l'applicazione di un segnale audio codificato digitalmente noto come Specific Area Message Encoding, che è responsabile dei caratteristici suoni "stridenti" o "cinguettanti" all'inizio e alla fine di ogni messaggio. Il primo segnale è l'"intestazione" che codifica, tra le altre informazioni, il tipo e le posizioni dell'avviso, o l'area specifica che dovrebbe ricevere il messaggio. L'ultimo breve burst segna la fine del messaggio. Questi segnali vengono letti da apparecchiature specializzate di codifica-decodifica. Questa progettazione consente la trasmissione automatica da stazione a stazione degli avvisi solo all'area a cui l'avviso era destinato.
Come l'Emergency Broadcast System, il sistema è progettato principalmente per consentire al Presidente degli Stati Uniti di rivolgersi al paese tramite tutte le stazioni radio e televisive in caso di emergenza nazionale. Nonostante ciò, né il sistema né i suoi predecessori sono stati utilizzati in questo modo. L'ubiquità della copertura delle notizie in queste situazioni, come durante gli attacchi dell'11 settembre, è stata attribuita al fatto di aver reso l'uso del sistema non necessario o ridondante. In pratica, viene utilizzato su scala regionale per distribuire informazioni su minacce imminenti alla sicurezza pubblica, come situazioni meteorologiche avverse (incluse alluvioni e tornado), allerta AMBER e altre emergenze civili.
È coordinato congiuntamente dalla Ente federale per la gestione delle emergenze, dalla Commissione federale per le comunicazioni e dall'Amministrazione nazionale per l'oceano e l'atmosfera, noto come NOAA. Tutte le stazioni televisive, radiofoniche e satellitari, nonché i distributori di programmazione video multicanale (MVPD), sono tenuti a partecipare al sistema.